# Conséquences du printemps arabe aux Émirats arabes unis
Le « printemps arabe » de 2010-2011 n'a pas directement touché les Émirats arabes unis mais les autorités du pays ont réagi aux évènements en renforçant la surveillance policière afin d'éviter l'émergence de toute contestation populaire.

## Réaction de la diplomatie des Émirats
Les Émirats sont considérés comme un État policier. Ils réagissent donc assez peu favorablement aux succès des révolutions en Tunisie et en Égypte ; lors d’une visite diplomatique en Égypte en pleine révolution, début février, le ministre des Affaires étrangères des Émirats avait dénoncé un « complot iranien ».
Lorsque le printemps arabe a touché les pays de la péninsule arabique, les Émirats arabes unis ont clairement soutenu les régimes en place, au sein notamment du conseil de coopération du Golfe,. Ils sont aussi intervenus aux côtés de l'Arabie saoudite lors de la répression du soulèvement bahreïni à la mi-mars.
Les manifestations ont touché de très près les Émirats, non seulement lors des protestations bahreïniennes, mais aussi à Oman.

## Réactions internes
Au début de l’année 2011, le gouvernement annonce de nouvelles élections pour le Conseil national fédéral, mais seules quelques milliers de personnes sur les quatre millions d’habitants pourront voter, et la moitié des quarante conseillers seront nommés. Il prévoit également d’augmenter les stocks de blé de six mois de consommation à un an, afin de prévenir toute hausse des prix.
Le 26 janvier, soixante-dix ouvriers du bâtiment en grève depuis dix jours à Dubaï sont arrêtés par la police. Alors qu’ils étaient 3000 à demander des hausses de salaire, les négociateurs leur proposaient de reprendre le travail ou de rentrer chez eux, la plupart n’étant pas émiratis. De même, les manifestants anti-Kadhafi qui affichaient leur soutien aux insurgés libyens devant l’ambassade de Libye à Dubaï, le 23 février, ont été dispersés par la police. 
Poussés par les succès de la révolution tunisienne et de la révolution égyptienne, 130 intellectuels et militants publient deux pétitions en mars, pour demander l’élection de la totalité des quarante conseillers au suffrage universel.
Le gouvernement effectue quelques arrestations préventives de personnalités ayant réclamé des réformes, et de militants, :
- le 8 avril, Ahmed Mansour, blogueur et animateur du forum de discussion libre hewar arrêté dans l’émirat de Dubaï ;
- le 9 avril, Fahad Saleh al-Shehhy (ou Fahad Salem al Shehhi), libéré le 17[12] ;
- le 10 avril, Nasser Bin Ghaith, professeur d'économie à l’université Paris-Sorbonne d'Abu Dhabi et au UAE Armed Forces College.

Ahmed Mansour et Fahad Saleh al-Shehhy ont notamment signé une pétition demandant l’élection des membres du Conseil national fédéral, le conseil consultatif dont les membres sont majoritairement nommés. Les participants au forum Hewar sont harcelés par les forces de l’ordre.
Ces trois personnalités, et deux autres militants, sont poursuivis pour « non-respect de la loi », « incitation à des actions de nature à porter atteinte à la sécurité de l'État » et « insultes envers des membres de la famille royale »,. Ahmed Mansour est condamné à trois ans de prison, les autres inculpés à deux ans ; les cinq sont graciés le jour même de leur condamnation.